# Jean Frenette
Jean Frenette, född 3 juni 1961 i Montréal, Québec, Kanada, är stuntkoordinator och femfaldig världsmästare i karate.
Frenette gjorde sig bland annat känd för att göra kata till musik.